# DGN
Het DGN- of RDL-formaat is het interne vectordataopslagformaat van MicroStation en Interactieve Graphics System. Door een samenwerkingsverband van MicroStation met Autodesk kan dit bestandsformaat tegenwoordig ook uitgewisseld worden met behulp van diverse Autodesk-producten, zoals AutoCAD, Navisworks etc.
Tot 2000 waren alle DGN-bestanden gebaseerd op de Intergraph Standard File Formats (ISFF)-specificatie, die gepubliceerd werd in de late jaren 80 door Intergraph. Hiernaar wordt soms verwezen als V7 DGN of Intergraph DGN.
In 2000 maakte Bentley Systems een geüpdatete versie van DGN die een superset bevatte van DGN's mogelijkheden, maar die een andere interne datastructuur heeft dan de ISFF-gebaseerde DGN. Deze versie heet V8 DGN.